# Тадеуш Жихевич
Тадеуш Жихевич (пол. Tadeusz Żychiewicz; 12 січня 1922, Братковіце, Підкарпатське воєводство — 11 листопада 1994, Краків) — польський журналіст, історик мистецтва, релігійний публіцист, богослов і редактор часопису «Tygodnik Powszechny». Воював у Армії Крайовій.
Дочка Тадеуша Жихевича — Мартина Якубович, вокалістка, гітаристка і композиторка.
Похований на Тинецькому парафіяльному цвинтарі в Кракові.

## Публікації
- «Poczta Ojca Malachiasza» (цикл статей про богословські питання)
- «Cnoty i niecnoty» (цикл статей)
- «Dom Ojca: Rok Mateusza, rok Marka, rok Łukasza»
- «Dziesięcioro przykazań»
- «Ignacy Loyola»
- «Jajko miejscami świeże, czyli Pytania dla teologów»
- «Jozafat Kuncewicz»
- «Ludzie Ziemi Nieświętej» (збірник статей)
- «Ludzkie drogi» (збірник публікацій в часописі «Tygodnik Powszechny»)
- «Rok Łukasza»
- «Rok Marka»
- «Rok Mateusza»
- «Stare Przymierze»
- «Stare Przymierze. Exodus»
- «Stare Przymierze. Genesis»
- «Stare Przymierze. Kohelet, Hiob, Syracydes»
- «Stare Przymierze. Prorocy: Izajasz, Jeremiasz, Ezechiel»
- «Stare Przymierze. Rut, Dawid, Salomon»
- «Żywoty»
- «Franciszek Bernardone — o świętym Franciszku z Asyżu»

### Українською мовою
- «Йосафат Кунцевич» // перекл. з поль. Юліан Редько. — Львів: Свічадо, 2011. — 112 с.
- «Богообраний народ?» // перекл. з поль. Андрія Шкраб'юка // Часопис «Ї», число 8, 1996